# 3.er Batallón de Aspirantes de la Luftwaffe
El 3.erBatallón de Aspirantes de la Luftwaffe (3. Fluganwärter-Bataillon) fue un Batallón de aspirantes de la Luftwaffe durante la Segunda Guerra Mundial.

## Historia
Formado en 1941 en Straubing. Fue trasladado a Etang de Berre en junio de 1942. El 26 de abril de 1943 es redesignado III Batallón/90.º Regimiento Aéreo.

## Comandantes
- Coronel Karl-August von Blomberg - (13 de abril de 1943 - 26 de abril de 1943)